# Microgramma acatallela
Microgramma acatallela là một loài dương xỉ trong họ Polypodiaceae. Loài này được Alston mô tả khoa học đầu tiên năm 1958.